# Mònica Ardid Ubed
Mònica Ardid Ubed (Barcelona, 18 de febrer de 1973) és una corredora de curses de muntanya i de raquetes de neu catalana.
L'any 2003, amb trenta anys, començà a competir en curses de muntanya, disciplina de la qual fou campiona del Circuit Català en els anys 2004 i 2005. També fou campiona de Catalunya el 2005, i guanyadora de la Copa Catalana els anys 2006 i 2007, així com guanyadora de la Copa d'Espanya del 2005 i campiona d'Espanya el 2008. A més, durant els anys 2006 i 2007 fou campiona del món. Per altra banda, representà a Espanya amb l'equip de curses de muntanya en el Campionat d'Europa del 2009 i en el Campionat del Món del 2010, ambdues proves celebrades a Canazei. En la cita continental aconseguí el tercer lloc del quilòmetre vertical i el segon a l'skyrace, que li valgué el segon lloc de la combinada. L'any següent, al Campionat del Món, fou cinquena en el quilòmetre vertical i sisena en la cursa skyrace, i quedà tercera en la classificació combinada. En la modalitat de les curses amb raquetes de neu fou campiona de Catalunya els anys 2009 i 2010, i subcampiona d'Europa el 2009. També fou subcampiona de la Copa d'Europa el 2008 i el 2009. L'any 2010 fou tercera. L'any 2009 superà el rècord que ella mateixa ostentava del 2008, que estava en 36:41. En la Vertical Kilometer 2009 la catalana de la U.A. Terrassa aconseguí un nou rècord de 34:31, validant el seu excel·lent estat de forma que la portà a aconseguir el segon lloc en la 'Vertical Kilometer de Grandvalira' del juny d'aquest mateix any. El 2008 ja havia aconseguit imposar-se tant en el Vertical Kilometer de Grandvalira, com en la Vertical Race de Cerler. El 2010 també queda en primera posició en la cronoescalada 'Torreón Kilómetro Vertical'.
També participa habitualment en curses populars, com la Cursa Nocturna dels Mussols, en la qual ha obtingut sis victòries consecutives, des de la primera edició d'aquesta cursa l'any 2009, fins a l'edició del 2014.
L'any 2013 Vacarisses, la seva població de residència, li oferí un homenatge a través d'una exposició a la Biblioteca El Castell per tal d'apropar la llarga trajectòria d'aquesta atleta i corredora catalana a tots els vacarissencs.